# Schoenobiodes
Schoenobiodes là một chi bướm đêm thuộc họ Crambidae.